# Горни-Стреоц
Горни-Стреоц (серб. Горњи Стреоц, Gornja Luka; алб. Strellc i Epërm) — село в общине Дечани в исторической области Метохия. С 2008 года находится под контролем частично признанной Республики Косово.

## Административная принадлежность
| Сербская позиция                                                                 | Албанская позиция                                            |
| -------------------------------------------------------------------------------- | ------------------------------------------------------------ |
| входит в общину Дечани Печского округа автономного края Косово и Метохия, Сербия | входит в общину Дечани Джяковицкого округа Республики Косово |

## Население
Согласно переписи населения 1981 года в селе проживало 2782 человека: 2768 албанцев, 11 черногорцев, 1 мусульманин и 1 серб.
Согласно переписи населения 2011 года в селе проживало 3347 человек: 1686 мужчин и 1661 женщина; 3263 албанца, 75 «балканских египтян», 2 лица другой национальности и 7 лиц неизвестной национальности.
| Численность населения | Численность населения | Численность населения | Численность населения | Численность населения | Численность населения | Численность населения |
| 1948                  | 1953                  | 1961                  | 1971                  | 1981                  | 1991                  | 2011                  |
| --------------------- | --------------------- | --------------------- | --------------------- | --------------------- | --------------------- | --------------------- |
| 1430                  | 1516                  | 1721                  | 2190                  | 2782                  | 3339                  | 3347                  |

## Достопримечательности
На территории села находятся укрепления IV—VI веков и башня Шабана Цурия.